# Vivi Gioi
Pour les articles homonymes, voir Vivi (homonymie).
Vivi Gioi, née Vivienne Trumpy le 2 janvier 1914 à Livourne dans la région de la Toscane et morte le 12 juillet 1975 à Fregene, une frazione de la commune de Fiumicino située dans la région du Latium en Italie, est une actrice italienne. Elle a utilisé à ses débuts le pseudonyme de Vivien Diesca.

## Biographie
Elle débute au cinéma en 1936 sous le pseudonyme de Vivien Diesca, Diesca étant l'anagramme de De Sica, nom choisit en hommage à l'acteur Vittorio De Sica qu'elle côtoie sur le tournage de son premier film, Ce n'est pas une chose sérieuse. Elle apparaît une seconde fois à l'écran sous ce nom puis se retire quelques années. Elle revient finalement à Cinecittà et profite de l'euphorie de l'époque, dite des téléphones blancs, pour apparaître dans de nombreuses comédies et drames sous le nouveau pseudonyme de Vivi Gioi. 
Elle continue sa carrière malgré la Seconde Guerre mondiale puis obtient finalement la reconnaissance du public et de la critique avec le film Chasse tragique (Caccia tragica) de Giuseppe De Santis en 1947. Elle y interprète une ancienne collaboratrice qui est surnommé Lili Marlene en référence à la chanson Lili Marleen de Lale Andersen et qui est désormais à la tête d'une armée de brigands en Italie, que la population locale va chercher à détruire pour se protéger. Elle remporte avec ce rôle un ruban d'argent de la meilleure actrice dans un second rôle en 1948. Elle incarne à nouveau un personnage proche du régime nazi dans le film Femmes sans nom (Donne senza nome) de Géza von Radványi en 1950 et apparaît également dans quelques drames du courant néo-réaliste, principalement dans des rôles secondaires.
En marge du cinéma qui lui offre désormais moins de rôles, elle se dirige vers le théâtre et combine les deux activités. En 1963, elle interprète le rôle de Rachele Guidi, la femme de Benito Mussolini dans le film Le Procès de Vérone (Il processo di Verona) de Carlo Lizzani puis termine sa carrière cinématographique par deux apparitions dans des films de série B. Elle décède à l'âge de 61 ans à Livourne.

## Filmographie

### Au cinéma
- 1936 : Ce n'est pas une chose sérieuse (Ma non è una cosa seria) de Mario Camerini
- 1937 : Monsieur Max (Il Signor Max) de Mario Camerini
- 1939 : Bionda sottochiave de Camillo Mastrocinque
- 1939 : Frenesia de Mario Bonnard
- 1939 : Mille chilometri al minuto! de Mario Mattoli
- 1940 : Alessandro, sei grande! de Carlo Ludovico Bragaglia
- 1940 : Vento di milioni de Dino Falconi
- 1940 : Rose scarlatte de Giuseppe Amato et Vittorio De Sica
- 1940 : Cento lettere d'amore de Max Neufeld
- 1940 : Dopo divorzieremo de Nunzio Malasomma
- 1940 : La canzone rubata de Max Neufeld
- 1941 : Il pozzo dei miracoli de Gennaro Righelli
- 1941 : L'amante segreta de Carmine Gallone
- 1941 : L'attore scomparso de Luigi Zampa
- 1941 : Primo amore de Carmine Gallone
- 1942 : Giungla de Nunzio Malasomma
- 1942 : Sette anni di felicità de Roberto Savarese
- 1942 : Bengasi d'Augusto Genina
- 1943 : Cortocircuito de Giacomo Gentilomo
- 1943 : Lascia cantare il cuore de Roberto Savarese
- 1943 : Harlem de Carmine Gallone
- 1943 : Tutta la città canta de Riccardo Freda
- 1943 : La casa senza tempo d'Andrea Della Sabbia
- 1943 : Piazza San Sepolcro de Giovacchino Forzano
- 1944 : Service de nuit (Turno di notte) de Belisario Randone et Jean Faurez
- 1945 : Il marito povero de Gaetano Amata
- 1947 : Chasse tragique (Caccia tragica) de Giuseppe De Santis
- 1949 : Il grido della terra de Duilio Coletti
- 1949 : Gian le contrebandier (Gente così) de Fernando Cerchio
- 1950 : Femmes sans nom (Donne senza nome) de Géza von Radványi
- 1950 : La Porteuse de pain (La portatrice di pane) de Maurice Cloche
- 1951 : Senza bandiera de Lionello De Felice
- 1956 : La Fille de la rivière (La risaia) de Raffaello Matarazzo
- 1963 : Le Procès de Vérone (Il processo di Verona) de Carlo Lizzani
- 1967 : Dieu ne paie pas le samedi (Dio non paga il sabato) d'Amerigo Anton : Molly Werner
- 1974 : Il baco da seta de Mario Sequi

### Au théâtre
- 1945 : A porte chiuse de Jean-Paul Sartre, mise en scène de Mario Chiari
- 1946 : Il matrimonio di Figaro de Caron De Beaumarchais
- 1949 : Un tram che si chiama desiderio de Tennessee Williams, mise en scène de Franco Zeffirelli
- 1950 : Gli straccioni d'Annibal Caro, mise en scène de Guido Salvini

## Prix et distinctions notables
- Ruban d'argent de la meilleure actrice dans un second rôle en 1948 pour Chasse tragique (Caccia tragica).

## Source
- Stefano Masi et Enrico Lancia (trad. de l'italien), Les seductrices du cinéma italien, Rome, Gremesse, 1996, 226 p. (ISBN 88-7301-075-X, lire en ligne), p. 34-35.